# Université Saint-Grégoire
L'Université Saint-Grégoire (Saint Gregory's University) est une université catholique située sur l’abbaye Saint-Grégoire le Grand à Shawnee (Oklahoma) aux États-Unis, qui a fermé ses portes en 2017 en raison d’une faillite. Le campus a été acheté par Hobby Lobby et donné à l’université baptiste de l'Oklahoma en 2019.

## Histoire

### Abbaye
Deux moines français venant de l'abbaye de la Pierre-Qui-Vire en Bourgogne, le Père Isidore Robot, osb, et le Frère Dominique Lambert, osb, sont venus s'installer dans les territoires indiens en octobre 1875 à l'invitation de l'évêque de Little Rock (Arkansas), afin d'évangéliser les Indiens Pottawatomi et de subvenir aux besoins spirituels des colons. Ils habitent d'abord à Atoka, puis construisent une mission, la Sacred Heart Mission (mission du Sacré-Cœur) près de l'actuelle Konawa dans l'Oklahoma, en 1876.
Ils suivent la règle de saint Benoît et ouvrent une école, l'abbé Robot devient préfet apostolique des territoires indiens et accueille des novices. Il est considéré comme l'un des fondateurs de l'Église catholique dans l'Oklahoma (archidiocèse d'Oklahoma City et diocèse de Tulsa) et ouvre au fil des ans une quarantaine de paroisses. Il est enterré à la mission près de Konawa.
La mission du Sacré-Cœur et son collège sont reconstruits après une terrible tornade de janvier 1901. Les moines installent en plus à Shawnee quelques kilomètres plus loin un nouveau collège et une école secondaire dépendant de l'université catholique d'Oklahoma sous le nom de St. Gregory's High School and College, voués à saint Grégoire le Grand. Avec la construction du chemin de fer à Shawnee, la communauté du Sacré-Cœur décline et les moines se concentrent sur Shawnee qui est agrandi, notamment en 1927. Les Bénédictins s'y installent définitivement en 1929. C'est le début de l'abbaye Saint-Grégoire. Elle s'émancipe de la Pierre-Qui-Vire (congrégation de Subiaco) et intègre la congrégation américano-cassinaise.
Dans les années 1940 et 1950 le collège et l'abbaye sont encore agrandis. Aujourd'hui les moines sont au nombre de vingt-six. Ils publient un magazine Monks OK et reçoivent pour des retraites.

### Saint Gregory's University
Elle est officiellement fondée en 1922 sous le nom de St. Gregory's College. Elle est devenue une université en 1997. En 2005, elle a ouvert un master de business.
Le conseil d'administration a autorisé la fermeture de l'université à la fin de l’année 2017 en raison d’une faillite,,. Le campus a été acheté par Hobby Lobby et donné à l’université baptiste de l'Oklahoma en 2019.

## Mabee-Gerrer Museum of Art
Le P. Gregory Gerrer a commencé une collection d'art en 1914. Aujourd'hui le musée s'est installé dans des nouveaux locaux en 1979 et présente des collections de tableaux (Gérôme, Bouguereau, etc.), d'objets de Mésopotamie, d'Égypte ancienne, du Moyen Âge, de Grèce antique, de Rome et de Chine.